# لو پوی-آن-ولی
لو پوی-آن-ولی (به فرانسوی: Le Puy-en-Velay) یک کمون در فرانسه است که در Arrondissement of Le Puy-en-Velay واقع شده‌است.

## خصوصیات
لو پوی-آن-ولی ۱۶٫۷۹ کیلومترمربع مساحت و ۱۹٬۹۷۶ نفر جمعیت دارد و ۶۳۰ متر بالاتر از سطح دریا واقع شده‌است.

## خواهرخوانده
شهرهای بروگریو، مشده، تونبریج، ترتسا، مانگولاد و سانتیاگو د کمپوستلا خواهرخوانده‌های لو پوی-آن-ولی هستند.